# Зона забране летова
Зона забране летова (енг. no-fly zone: NFZ), или зона искључења из ваздуха,  представља територију или област, коју је успоставила војна сила, над којом одређеним летелицама није дозвољено да лете. Такве зоне се обично постављају на територији непријатељске силе током сукоба, сличне по концепцији ваздушне демилитаризоване зоне, и обично имају за циљ да забране непријатељске војне летелице да делују у региону. Војна акција се примењује од стране државе која је спроводи и може укључивати превентивне нападе да би се спречила потенцијална кршења, реактивну силу усмерену на летелице које нападају или надгледање без употребе силе. Ваздушне зоне и противваздухопловна одбрана се понекад постављају у цивилном контексту, на пример да би се заштитиле осетљиве локације или догађаји као што су Олимпијске игре у Лондону 2012. од терористичких ваздушних напада.
Зоне забране летова су модеран феномен успостављен 1990-их. Оне се могу разликовати од традиционалних мисија ваздушних снага по њиховом принудном присвајању само ваздушног простора друге нације, ради постизања циљева на земљи унутар циљане земље. Док је Краљевско ваздухопловство (РАФ) спроводило прототипне операције контроле ваздуха над разним спорним колонијама између два светска рата, зоне забрањених летова нису попримиле свој савремени облик све до краја Заливског рата 1991. године. 
Током Хладног рата, ризик од ескалације локалног сукоба у нуклеарни обрачун учинио је да војна интервенција као оруђе државног управљања Сједињених Држава није била привлачна. Штавише, ваздушна снага је била релативно туп инструмент све до оперативног сазревања стелт и технологија прецизног удара. Пре Заливског рата 1991. године, није било могуће извести нијансиране нападе на пролазне, тешко доступне циљеве, па је ваздушна снага стога није имала способност да произведе одлучујуће политичке ефекте осим тоталног рата. Међутим, распад Совјетског Савеза и технолошки напредак у ваздушно-космичким способностима учинили су зоне забране летова одрживим и у политичком и у војном контексту. 

## Прошле зоне забрањених летова

### Ирак, 1991 - 2003
Након Заливског рата 1991. године, Сједињене Државе заједно са другим државама Коалиције успоставиле су две зоне забрањених летова у Ираку.  Амерички и коалициони званичници су изјавили да је северна зона забрањених летова имала за циљ да спречи нападе на курдски народ од стране ирачког режима Садама Хусеина, а да је јужна зона забрањена за летове била намењена заштити шиитског становништва Ирака. Дана 16. марта 1988. године, ирачко ваздухопловство је употребило хемијско оружје против курдских цивила током напада отровним гасом на Халабџу, убивши око 5.000 људи. Овај догађај послужио је као део мотивације коју су користиле коалиционе снаге да би прошириле и прошириле зону без дозволе лета, као и цитирање делова Поглавља 42 у оквиру Повеље УН. Јужна зона забране летења првобитно се простирала до 32. паралеле  али је проширена на 33. паралелу 1996. године.  До 1999. године, преко 1.800 бомби је наводно бачено на Ирак. 

#### Правни статус
Ову војну акцију нису одобриле Уједињене нације.  Генерални секретар Уједињених нација у време усвајања резолуције, Бутрос Бутрос-Гали назвао је зоне забрањених летова „илегалним“ у фебруару 2003. у интервјуу са Џоном Пилџером за ЗНет .   Француска се 1998. повукла из операције,  а француски министар спољних послова Хуберт Ведрин је рекао да „нема основа у међународном праву за ову врсту бомбардовања“. 

#### Цивилне смрти
Уједињене нације су известиле да су само 1999. године 144 цивила убијена током бомбардовања коалиције.  У унутрашњем извештају Сектора безбедности УН утврђено је да су у периоду од пет месеци 41% жртава били цивили. 

### Босна и Херцеговина, 1993 - 1995.
Вијеће сигурности Уједињених нација је 1992. године донело Резолуцију 781 Већа сигурности Уједињених нација којом се забрањују неовлаштени војни летови у босанском ваздушном простору. То је довело до операције Sky Monitor, у којој је НАТО надгледао кршење зоне забране летова, али није предузео мере против прекршилаца резолуције. Као одговор на 500 документованих кршења до 1993. године,  укључујући једно кршење борбених дејстава,  Савет безбедности је донео Резолуцију 816, која забрањује све неовлашћене летове и дозвољава свим државама чланицама УН да „предузму све неопходне мере како би осигурале поштовање са [ограничењима зоне забрањених летова].“  То је довело до операције Спречити лет, током које се догодио инцидент у Бањој Луци, тј. обарање најмање четири од шест српских авиона; ангажман је био не само први борбени ангажман те операције, већ и први борбени ангажман у историји НАТО-а.   НАТО је касније покренуо ваздушне ударе током Операције Deny Flight и НАТО Бомбардовања Републике Српске.   У ваздушном походу учествовало је чак 400 НАТО авиона. 

### Либија, 2011.
У оквиру војне интервенције у Либији 2011. године, Савет безбедности Уједињених нација је 17. марта 2011. одобрио зону забране летова. Резолуција садржи одредбе за даље акције на спречавању напада на цивилне циљеве.   НАТО је 24. марта пристао да преузме контролу над зоном забрањених летова.    Убрзо након тога, неколико чланица НАТО-а кренуло је у ваздушну офанзиву, у којој би бројни положаји либијске владе били намерно бомбардовани.    Неке чланице НАТО-а нису дале допринос или су учиниле мало да учествују у ваздушној кампањи, што је довело до јавних критика америчког секретара одбране Роберта Гејтса.  НАТО зона без летења је укинута 27. октобра након једногласног гласања Савета безбедности УН  упркос захтевима Либијског националног прелазног савета да се његова мисија продужи до краја године. 

### Либија, 2018. и 2019.
Зону забране летова прогласила је Либијска национална армија (ЛНА) изнад југа земље током офанзиве ЛНА у региону 2018. године.  Касније је поново имплементиран на 10 дана 2019. године пошто је ЛНА успоставила контролу над нафтним пољима у региону.  ЛНА је прогласила још једну зону забране летова широм запада земље током офанзиве на Западну Либију 2019. године.  

## Дискусија о зони забрањеног лета изнад Украјине, 2022.
Убрзо након почетка руске инвазије на Украјину у фебруару 2022, украјинско руководство је више пута позивало НАТО да успостави зону забране летова изнад Украјине, али је алијанса одбила захтев због ризика од даље ескалације и директне војне конфронтације са Русијом.   Постојала је и питање ефикасности примене такве зоне у циљу заштите украјинских насеља, која су била изложена тешким и неселективним нападима руске артиљерије и других углавном копнених снага.   Влада Доњецке Народне Републике коју подржава Русија тврдила је 18. марта да ће Русија успоставити зону забране летова изнад региона Донбас у Украјини. 

## Анализа
У раду Универзитета Стенфорд из 2004. године "Лекције из Ирака и Босне о теорији и пракси зона забрањених летова", разматрана је ефикасност ваздушних кампања у постизању војних циљева. Налази овог документа су били: 1) Јасна, јединствена командна структура је неопходна. У Босни и Херцеговини, током "Operation Deny Flight", збуњујућа координациона структура са двоструким кључем дала је неадекватна овлашћења и резултирала је недостатком овлашћења ваздушним снагама да помогну у кључним ситуацијама; 2) Да би избегле „стални проблем патролирања“, државе морају унапред да знају своје политичке циљеве и стратегију изласка из зона забрањених летова; 3) Ефикасност зона забрањених летова у великој мери зависи од регионалне подршке. Недостатак подршке Турске за зону забрањеног лета у Ираку из 1996. на крају је ограничио способност коалиције да је ефикасно спроведе. 

### Цитати
1. ↑  Long, Robert A. (јун 2012). The Coercive Efficacy of Air Exclusion Zones Myth or Reality (PDF) (Теза). United States Air Force School of Advanced Air and Space Studies. Архивирано из оригинала (PDF) 16. 02. 2022. г. Приступљено 01. 07. 2022.
2. 1 2  "Air Exclusion Zones: An Instrument for Engagement in a New Century," Brig General David A. Deptula, in "Airpower and Joint Forces: The Proceeding of a Conference Held In Canberra by the RAAF, 8–9 May 2000," „Conference Proceedings”. airforce.gov.au. Архивирано из оригинала 20. 3. 2015. г. Приступљено 16. 5. 2015.
3. 1 2  „BBC News | FORCES AND FIREPOWER | Containment: The Iraqi no-fly zones”. news.bbc.co.uk. Приступљено 17. 10. 2019.
4. ↑  „Containment: The Iraqi No-Fly Zones”. BBC News. 29. 12. 1998. Приступљено 5. 3. 2011.
5. ↑  „2nd Cruise Missile Strikes in Iraq”. 3. 9. 1996. Архивирано из оригинала 9. 2. 2005. г.
6. ↑  Salvage, Jane (2002). „The health and environmental costs of war on Iraq” (PDF). MedAct.
7. 1 2  „No-fly zones: The legal position”. 19. 2. 2001. Приступљено 17. 10. 2019.
8. ↑  Pilger, John (23. 2. 2003). „A People Betrayed”. ZNet. Архивирано из оригинала 14. 11. 2007. г. Приступљено 5. 3. 2011..
9. ↑  Pilger, John (7. 8. 2000). „Labour Claims Its Actions Are Lawful While It Bombs Iraq, Strarves Its People and Sells Arms To Corrupt States”. johnpilger.com. Приступљено 5. 3. 2011.
10. ↑  Sponeck, Graf Hans-Christof; Sponeck, H. C. von; Amorim, Celso N. (октобар 2006). A Different Kind of War: The UN Sanctions Regime in Iraq. Berghahn Books. ISBN 9781845452223.
11. ↑  Guardian Staff (4. 3. 2000). „Squeezed to death”. The Guardian. ISSN 0261-3077. Приступљено 17. 10. 2019.
12. ↑  Beale, Michael (1997). Bombs over Bosnia – The Role of Airpower in Bosnia-Herzegovina. Air University Press (Maxwell Air Force Base, Montgomery, Alabama). стр. 19. OCLC 444093978.
13. ↑  Lewis, Paul (19. 3. 1993). „U.N. Moving To Toughen Yugoslav Flight Ban”. The New York Times. Приступљено 5. 3. 2011.
14. ↑  Resolution (31. 3. 1993). „Resolution 816 (1993) – Adopted by the Security Council at Its 3191st Meeting, on 31 March 1993”. United Nations Security Council (via The UN Refugee Agency). Приступљено 9. 3. 2011.
15. ↑  Beale, стр. 2–3
16. ↑  Owen, стр. 21
17. ↑  „A/54/549, Report of the Secretary-General pursuant to General Assembly resolution 53/35: The fall of Srebrenica”. United Nations. 15. 11. 1999.
18. ↑  Bethlehem, Daniel L.; Weller, Marc (1997). The 'Yugoslav' Crisis in International Law. Cambridge International Documents Series. 5. Cambridge University Press. стр. liiv. ISBN 978-0-521-46304-1.
19. ↑  Mahnken, Thomas G. (2010). Technology and the American Way of War Since 1945. New York: Columbia University Press. стр. 182. ISBN 978-0-231-12337-2.
20. ↑  Bilefsky, Dan; Landler, Mark (17. 3. 2011). „U.N. Approves Airstrikes to Halt Attacks by Qaddafi Forces”. The New York Times.
21. ↑  „Security Council Approves 'No-Fly Zone' over Libya, Authorizing 'All Necessary Measures' to Protect Civilians, by Vote of 10 in Favour with 5 Abstentions”. United Nations. 2011.
22. ↑  Brunnstrom, David; Taylor, Paul (24. 3. 2011). „NATO reaches agreement on Libya command (Google cached page)”. National Post. Архивирано из оригинала 6. 12. 2021. г. Приступљено 22. 9. 2016.
23. ↑  „NATO to police Libya no-fly zone”. Al Jazeera. 24. 3. 2011. Архивирано из оригинала 26. 4. 2012. г. Приступљено 24. 4. 2012.
24. ↑  Burns, Robert; Werner, Erica (24. 3. 2011). „NATO Agrees To Take Over Command of Libya No-Fly Zone, U.S. Likely To Remain in Charge of Brunt of Combat”. Huffington Post. Washington D.C. Associated Press. Архивирано из оригинала 17. 2. 2012. г. Приступљено 16. 1. 2012.
25. ↑  „HC 119 Libya: Examination of intervention and collapse and the UK's future policy options” (PDF). 14. 9. 2016. стр. 14. Архивирано (PDF) из оригинала 27. 9. 2018. г. Приступљено 28. 10. 2018.
26. ↑  Steinhauer, Jennifer (3. 6. 2011). „House Rebukes Obama for Continuing Libyan Mission Without Its Consent”. The New York Times. Архивирано из оригинала 11. 4. 2019. г. Приступљено 30. 12. 2018.
27. ↑  „Libya: US, UK and France attack Gaddafi forces”. BBC News. 20. 3. 2011. Архивирано из оригинала 20. 3. 2011. г. Приступљено 20. 3. 2011.
28. ↑  Cloud, David S. (11. 6. 2011). „Gates Tells NATO It Must Hold Up Its End”. McClatchy-Tribune News Services (via Stars and Stripes). стр. 3.
29. ↑  „UN votes to end no-fly zone over Libya”. Aljazeera. 28. 10. 2011.
30. ↑  „Libya's Mustafa Abdul Jalil asks Nato to stay longer”. BBC News. 26. 10. 2011. Архивирано из оригинала 26. 10. 2011. г. Приступљено 27. 10. 2011.
31. ↑  „Southern region of Libya is no-fly zone, LNA declares”. The Libyan Address Journal. 8. 2. 2019. Архивирано из оригинала 8. 4. 2019. г.
32. ↑  „Haftar's forces confirm control of Libya's Sharara oilfield | The Libya Observer”. www.libyaobserver.ly. Архивирано из оригинала 08. 04. 2019. г. Приступљено 8. 4. 2019.
33. ↑  „Haftar forces announce no-fly zone after being targeted by air strike”. english.alarabiya.net. 6. 4. 2019. Приступљено 8. 4. 2019.
34. ↑  „Libya's Khalifa Haftar declares 'no-fly zone' over Tripoli”. Al Jazeera. 24. 11. 2019.
35. ↑  Basu, Zachary (5. 3. 2022). „Furious Zelensky tears into "weak" NATO for ruling out "no-fly" zone”. Axios. Архивирано из оригинала 8. 3. 2022. г. Приступљено 8. 3. 2022.
36. ↑  „Putin Warns Against No-Fly Zone Over Ukraine, Likens Western Sanctions To Declaration Of War”. RFE/RL. 5. 3. 2022. Архивирано из оригинала 10. 3. 2022. г. Приступљено 8. 3. 2022.
37. ↑  Antrobus, Sophy (5. 3. 2022). „No-fly zones would escalate the Ukraine war – but they shouldn't be off the table | Sophy Antrobus”. The Guardian (на језику: енглески). Приступљено 7. 3. 2022.
38. ↑  Levitz, Eric (8. 3. 2022). „The Terrible Case for a No-Fly Zone in Ukraine”. NYMag. Архивирано из оригинала 10. 3. 2022. г. Приступљено 8. 3. 2022.
39. ↑  „Russia sets up no-fly zone over Ukraine's Donbass -Interfax”. Reuters. 18. 3. 2022. Архивирано из оригинала 19. 3. 2022. г. Приступљено 19. 3. 2022.
40. ↑  „Lessons from Iraq and Bosnia on the Theory and Practice of No-fly Zones”. Journalist's Resource.org. 22. 4. 2011.